# 케이이엔엠
케이이엔엠는 대한민국의 연예 기획사다. 2012년 9월 토니 안의 소속사였던 티엔 엔터테인먼트를 흡수합병하면서 코엔티엔으로 상호명이 변경되었지만, 2017년 티엔 엔터테인먼트 사업부를 아이오케이컴퍼니로 넘겼고, 이 과정에서 코엔스타즈로 상호명이 바뀌었다. 한편 티엔 엔터테인먼트에서 이적해 온 소속 연예인들이 대부분 아이오케이컴퍼니로 이적하기도 했다. 2020년 코엔스타즈에서 케이이엔엠으로 상호명 변경하였으며 해당 회사가 후속된 프로그램 제작으로 소속 연예인들의 출연료까지 사용하는 등 무리한 경영 탓인지 소속 연예인들이 대거 전속계약을 해지했는데 이경규 등이 출연료 문제 때문에 전속계약을 해지했고 이경규를 제외한 전원이 해당 회사에서 매니지먼트를 해 온 이동열 대표가 새로 설립한 엘디스토리로 이적하기도 했으며 이경규는 해당 회사와 전속계약이 해지된 뒤  엔터테인먼트사업과 반려견 사업을 병행하고 있는 '앵그리독스'를  설립했으며 이 회사는 뒷날 'ADG컴퍼니'로  상호변경했다.

## 현 소속 연예인
- 양진석 (전문가)

## 전 소속 연예인
- 김광규
- 김규종
- 김종서
- 김나영
- 김빈우
- 김상혁
- 김지선
- 김주희
- 김성령
- 김숙
- 김여운
- 김완배
- 김인석
- 김진아
- 김태훈
- 김태원
- 공형진
- 강성연
- 단우
- 류정남
- 문희준
- 배지현
- 성대현
- 신봉선
- 신정환
- 붐
- 박준금
- 박경림
- 유상무
- 유세윤
- 윤정수
- 이경규
- 이상준
- 이은지
- 이휘재
- 이경실
- 이혜정
- 이연두
- 안선영
- 윤지민
- 장도연
- 장동민
- 지상렬
- 장윤정
- 전수진
- 정순주
- 정이랑
- 정주리
- 정선희
- 조미령
- 조혜련
- 정지영
- 최은경
- 한혜린
- 현영
- 홍경준
- 홍진경
- 홍지민
- 허안나
- 이은형
- 홍예슬
- 허송연
- 김철민
- 이원석
- 김여운
- 장기영
- 박상현
- 이영준
- 류근지
- 김성원
- 양재진
- 신동선
- 김동완